# Artix Linux
Artix Linux es una distribución de Linux  basada en Arch Linux. Es una distribución linux de Liberación continua o rolling release ya que se basa en Arch Linux. Soporta tres init: OpenRC, Runit y s6 (init). Permite elegir varios entornos de escritorio: LXQt, Xfce, KDE Plasma, MATE.
Para la instalación se basa en el instalador Calamares. Como manejador de paquetes utiliza Pacman.

## Variedad deinit
Artix Linux permite elegir entre 3 init:
- OpenRC
- Runit
- s6 (init)

## Variedad deEntorno de escritorio
Artix Linux permite elegir entre 6 entornos de escritorio:
- Cinnamon
- LXDE
- LXQt
- Xfce
- KDE Plasma
- MATE

Aparte de los entornos predefinidos, se puede usar una imagen base para poder instalar el sistema al gusto del usuario, como en Arch Linux